# 彼女がそれも愛と呼ぶなら
『彼女がそれも愛と呼ぶなら』（かのじょがそれもあいとよぶなら）は、一木けいによる小説。2024年3月12日に幻冬舎から単行本が刊行され、2025年3月26日に幻冬舎文庫から文庫本が刊行された。
2025年4月から読売テレビにてテレビドラマが放送された。

## 書誌情報
- 一木けい『彼女がそれも愛と呼ぶなら』
  - 単行本：2024年3月21日発売[2]、幻冬舎、ISBN 978-4-344-04090-8
  - 文庫本：2025年3月26日発売[3]、幻冬舎文庫、ISBN 978-4-344-43457-8

## テレビドラマ
2025年4月3日から6月6日まで読売テレビ製作・日本テレビ系の深夜ドラマ枠「木曜ドラマ」で放送された。主演は栗山千明。

### キャスト

#### 主要人物
水野伊麻（みずの いま）〈41〉
演 - 栗山千明（幼少期：吉田帆乃華）
挿絵作家。シングルマザー。娘・千夏と2人の恋人と暮らしているが、通っているカフェで働く氷雨を好きになる。
小森氷雨（こもり ひさめ）〈26〉
演 - 伊藤健太郎（中学生時：榎本司）
生物専攻の大学院生。アルバイトしているカフェ「BLOOMY'S」に毎週来店する伊麻に惹かれ、一緒に住むことになる。
空久保亜夫（からくぼ あお）〈36〉
演 - 千賀健永
伊麻と同居中の恋人。美容メーカーの営業マン。伊麻以外の恋人もいる。
風間到（かざま いたる）〈45〉
演 - 丸山智己
伊麻と同居中の恋人。イタリアンバルの店主。伊麻の大学時代の先輩。

#### 伊麻の関係者
水野千夏（みずの ちなつ）〈15〉
演 - 小宮山莉渚
伊麻の娘。高校1年生。赤毛がコンプレックス。
篠木絹香（ささき きぬか）〈42〉
演 - 徳永えり（小学生時：佐藤恋和）
伊麻の高校からの友人。コンビニでバイトする主婦。偶然伊麻と再会し、夫との悩みを相談するようになる。

#### 氷雨の関係者
小森鈴子（こもり すずこ）〈51〉
演 - 黒沢あすか
氷雨の母。保険会社の営業。夫の不倫が原因で離婚し、それ以来氷雨と2人暮らし。
佐倉史（さくら ふみ）〈23〉
演 - 中村里帆
氷雨のアルバイト先の同僚。

#### 絹香の関係者
篠木真人（ささき まさと）〈45〉
演 - 夙川アトム
絹香の夫。モラハラ夫で絹香を虐げている。実は長年、会社の同僚と不倫していることがわかる。
篠木萌絵（ささき もえ）〈15〉
演 - 並木彩華
絹香と真人の娘。高校1年生。千夏と同じ高校に通っている。
針生永人（はりゅう えいと）〈45〉
演 - 淵上泰史（第2話 - ）
絹香が働いているコンビニの前で彼女と知り合う。剥製アトリエ 店主、剥製師。

#### 千夏の関係者
藤島太呂（ふじしま たろ）〈15〉
演 - 竹野世梛
千夏のクラスメイト。千夏に告白して付き合うことになる。
星華、茉子
演 - 岡島叶花、川道さら
千夏のクラスメイト。太呂の友人。千夏の赤毛を染めたものだと思い、話しかける。若い恋人のいる千夏の母を気持ち悪い、と批判していた。
根津、大宮
演 - 犬塚心、樫又龍ノ介
千夏のクラスメイト。太呂の友人。

#### ゲスト

##### 第1話
吉谷
演 - 歌川椎子（第2話・第5話・第9話）
絹香のバイト先の同僚主婦。
店長
演 - 市原茉莉
氷雨がバイトするカフェの店長。

##### 第2話
由衣
演 - 松永有紗
氷雨の元カノ。恋人と偶然入った居酒屋で氷雨と隣の席になる。実は氷雨と高木の二股をかけていた。
高木
演 - 足立英
由衣の現在の恋人。
担任教師
演 - 西村誠治
篠木萌絵の高校の担任。
絹香の父
演 - ゆかわたかし（第4話）
1年半前に病気で亡くなっている。

##### 第3話
八沢藍子〈38〉
演 - 西原亜希（第4話・第5話）
篠木真人の同僚で不倫相手。
飼い主
演 - 神津さくら（第9話）
千夏が「おみみちゃん」と呼んでいる、カートに乗せられて散歩している犬の飼い主。

##### 第7話
直江無記〈55〉
演 - 渋川清彦（第8話・最終話）
民俗学者、小説家。小説「夜光奇譚」の作者。元大学教授で学生時代の伊麻の良き理解者だった。

##### 第8話
警官
演 - 藤田悠未
電車の踏切で保護された千夏に付き添う婦警。

##### 第9話
伊麻の母
演 - 穴田有里

##### 最終話
生瀬
演 - 斎藤陸
伊麻のデートの相手。

### スタッフ
- 原作 - 一木けい『彼女がそれも愛と呼ぶなら』（幻冬舎文庫）[1]
- 脚本 - おかざきさとこ、上野詩織[1]
- 音楽 - 眞鍋昭大
- 主題歌 - サブリナ・カーペンター「エスプレッソ」（ユニバーサル インターナショナル）[21]
- 演出 - 上田迅、遠藤光貴、弓座翔平[1]
- チーフプロデューサー - 岡本浩一（読売テレビ）[1]
- プロデューサー - 伊藤愛（読売テレビ）、中山喬詞（読売テレビ）、遠藤光貴（ザ・ワークス）、梶原建太（ザ・ワークス）[1]
- 制作協力 - ザ・ワークス[1]
- 制作著作 - 読売テレビ[1]

### 放送日程
| 話数   | 放送日  | サブタイトル               | 脚本           | 演出     | 視聴率 |
| ------ | ------- | -------------------------- | -------------- | -------- | ------ |
| 第1話  | 4月03日 | 複数の恋人                 | おかざきさとこ | 上田迅   | 5.8%   |
| 第2話  | 4月10日 | 彼女の愛は遊びなのか?      | おかざきさとこ | 上田迅   | 5.0%   |
| 第3話  | 4月17日 | 3人の恋人…一番は誰?        | 上野詩織       | 遠藤光貴 | 5.3%   |
| 第4話  | 4月24日 | 嘘が孤独をつくる           | おかざきさとこ | 遠藤光貴 | 5.1%   |
| 第5話  | 5月01日 | 家族の幸せか、自分の幸せか | 上野詩織       | 上田迅   |        |
| 第6話  | 5月08日 | 自由を求めた代償           | おかざきさとこ | 弓座翔平 |        |
| 第7話  | 5月15日 | 1対1の関係                 | 上野詩織       | 上田迅   |        |
| 第8話  | 5月22日 | 愛の正解                   | 上野詩織       | 遠藤光貴 |        |
| 第9話  | 5月29日 | 変わりゆくもの             | おかざきさとこ | 弓座翔平 |        |
| 最終話 | 6月06日 | 彼女がそれも愛と呼ぶなら   | おかざきさとこ | 上田迅   |        |

- 最終話は『news zero』（23時 - 翌0時4分）放送に伴う特別編成の関係で、5分繰り下げられ、0時4分 - 0時59分に放送された。

| 読売テレビ制作・日本テレビ系列 木曜ドラマ | 読売テレビ制作・日本テレビ系列 木曜ドラマ          | 読売テレビ制作・日本テレビ系列 木曜ドラマ |
| 前番組                                    | 番組名                                             | 次番組                                    |
| ----------------------------------------- | -------------------------------------------------- | ----------------------------------------- |
| 私の知らない私 （2025年1月9日 - 3月20日） | 彼女がそれも愛と呼ぶなら （2025年4月3日 - 6月6日） | 恋愛禁止 （2025年7月3日 - ）              |